# Prunișor (sit SCI)
Prunișor este o arie protejată (sit de importanță comunitară — SCI) din România, desemnată în scopul protejării biodiversității și menținerii într-o stare de conservare favorabilă a florei spontane și faunei sălbatice, precum și a habitatelor naturale de interes comunitar aflate în arealul zonei de protecție. Aceasta este întinsă pe o suprafață de 1.900,4 ha, integral pe uscat.

## Localizare
Centrul sitului Prunișor este situat la coordonatele 44°37′10″N 22°56′59″E / 44.619469°N 22.949689°E. Situl se întinde pe teritoriile administrative ale comunelor Husnicioara, Prunișor și Tâmna din județul Mehedinți.

## Înființare
Situl Prunișor a fost declarat sit de importanță comunitară (ROSCI0432) în ianuarie 2016 pentru a proteja trei specii faunistice.

## Biodiversitate
Situată în ecoregiunea continentală, aria protejată conține trei tipuri de habitate naturale: Păduri de fag de tip Asperulo-Fagetum, Păduri de stejar cu carpen de tip Galio-Carpinetum și Păduri balcano-panonice de cer și gorun.
La baza desemnării sitului se află trei specii faunistice: țestoasa de uscat bănățeană (Testudo hermanni), o reptilă din ordinul Testudines aflată pe lista roșie a IUCN, tritonul cu creastă dobrogean (Triturus dobrogicus) și rădașca (Lucanus cervus), un gândac din familia Lucanidae.